# Parque nacional Dzanga-Ndoki
El parque nacional Dzanga-Ndoki (en francés: Parc National Dzanga-Ndoki) es el nombre que recibe un espacio protegido que se encuentra en el suroeste de la República Centroafricana. Establecido en 1990, el parque nacional abarca 1.143,26 kilómetros cuadrados (441,42 millas cuadradas). El parque nacional se divide en dos sectores no continuos, el sector norte de Dzanga (o Parque Dzanga) de 49.500 ha (122,000 acres) y el sector sur de Ndoki (o Parque Ndoki) de 72.500 ha (179,000 acres). Notable en el sector de Dzanga es la densidad de gorilas de 1.6 por km² (4.1 / sq mi), una de las densidades más altas jamás reportadas para el gorila occidental de tierras bajas.
Entre los dos sectores del parque nacional se extiende la Reserva Especial Dzanga-Sangha de 335.900 hectáreas (830,000 acres). El parque nacional y la reserva especial, cada uno con su propio estado de protección, son parte del Complejo de Áreas Protegidas Dzanga-Sangha (DSPAC).
El Parque Nacional Dzanga-Ndoki ha sido designado Área Importante para las Aves (# CF008).
Hay tres tipos de bosque dentro del Parque Nacional Dzanga-Ndoki: principalmente tierras secas, un bosque semi-perennifolio que contiene áreas de bosques pantanosos a lo largo de los ríos y un bosque monodominante de Gilbertiodendron dewevrei de dosel cerrado. El bosque de tierras secas es un dosel abierto y mixto que está dominado por Sterculiaceae y Ulmaceae; a menudo se asocia con un denso sotobosque de Marantaceae y Zingiberaceae. A lo largo del río Sangha, hay espacios de Guibourtia demeusii.